# Kurt Svanberg
Kurt Eric Gustaf Svanberg, född 26 september 1913 i Katarina församling, Stockholm, död 7 oktober 2001 i Hägerstens församling, var en svensk ishockeymålvakt som 1936 värvades till AIK från IK Hermes som ersättare för Sven "Svenne Berka" Bergqvist, som värvades till Hammarby, och Herman Carlson, som avslutade sin framgångsrika målvaktskarriär. Kurt Svanberg blev i AIK en legendarisk målvakt genom att redan första säsongen hålla nollan i nio matcher, bland annat sju i följd. Han vann SM i ishockey med AIK tre gånger, 1938, 1946, 1947. 
Kurt Svanberg var också en återkommande målvakt i Sveriges herrlandslag i ishockey under 1930- och 1940-talen. Antalet landskamper och turneringar var under denna tid inte så många på grund av andra världskriget, men han deltog i tre världsmästerskap, 1937, 1938 och 1949. Han deltog också vid de Olympiska vinterspelen 1948. Totalt spelade han 29 landskamper. Han blev Stor grabb i ishockey nummer 23.
Efter sin aktiva karriär blev Kurt Svanberg tränare i ishockey, bland annat i AIK 1955 - 1957. Sista säsongen med AIK gjorde han 1949/50. Under säsongen 1952/53 stod han i mål i en DM-match för Huddinge IK, som han sedan liksom tidigare lagkamraten Lars Ljungman spelade för i förortsklubbens första start i division 3 1953/54. I Huddinge anges han också ha gjort några reservinhopp i mål så sent som säsongen 1957/58, enligt en artikel om klubben under den säsongen i lokaltidningen Vårdkasen.